# Campanya de Maryland
La Campanya de Maryland, també coneguda com a Campanya d'Antietam (4 a 20 de setembre de 1862), és àmpliament considerada un dels majors punts d'inflexió de la Guerra Civil dels Estats Units. La primera invasió del territori de la Unió per part del general confederat Robert E. Lee fou rebujtajada pel major general de la Unió George B. McClellan i l'Exèrcit del Potomac, que es mogué per interceptar Lee i l'Exèrcit de Virgínia del Nord i finalment l'atacà prop de Sharpsburg, Maryland. La subsegüent Batalla d'Antietam fou la més sangnat de totes les batalles que s'han dut a terme en un sol dia en tota la història dels Estats Units
Després de la seva victòria en la campanya de Virgínia del Nord, Lee es mogué al nord amb prop de 55.000 homes, a través de Shenandoah Valley, començant el 4 de setembre de 1862. El seu objectiu era reaprovisionar el seu exèrcit fora de la devastada Virgínia i danyar la moral del Nord abans de les eleccions de novembre a la presidencia dels Estats Units. Va emprendre una maniobra arriscada de dividir el seu exèrcit. Així podria continuar cap al nord a dins de Maryland mentre, simultàniament, capturava la guarnició federal i l'arsenal de Harpers Ferry a Virgínia de l'Oest. McClellan, accidentalment, trobà una còpia de les ordres de Lee als seus comandaments subordinats i planejà d'isolar i derrotar les diferents parts separades de l'exèrcit de Lee.
Mentre Thomas Stonewall Jackson rodejava, bombardejava i capturava la guarnició de la Unió a la batalla de Harpers Ferry (12 a 15 de setembre), l'exèrcit de McClellan, compost per 84.000 homes, provà de moure's ràpidament a través dels passos de les Muntanyes del Sud (Muntanyes Blue Ridge), entre Maryland i Pennsilvània. Només aquestes muntanyes el separaven de Lee. La batalla de South Mountain, el 14 de setembre, endarrerí l'avanç de McClellan i permeté Lee de tenir suficient temps per concentrar bona part del seu exèrcit a Sharpsburg, Maryland. La batalla d'Antietam, que tingué lloc el 17 de setembre, fou el dia més sagnant de la història militar estatunidenca, amb més de 22.000 baixes. Mentre Lee, superat en una proporció de dos a u, movia les seves forces defensives per aturar cada cop ofensiu, McClellan mai no va desplegar totes les reserves del seu exèrcit per capitalitzar els triomfs localitzats i destruir els confederats. El 18 de setembre, Lee ordenà una retirada pel Potomac i el 19 i 20 de setembre, lluità amb la rereguarda de Lee a la batalla de Shepherdstown, finalitzant la campanya.
Tot i que Antietam fou un empat tàctic, la campanya de Lee a Maryland no aconseguí els seus objectius. El president Abraham Lincoln, usà aquesta victòria de la Unió com a justificació per anunciar la seva Proclamació d'Emancipació, que efectivament acabà amb qualsevol tracte o suport que la Confederació pogués aconseguir per part d'Europa.